# Landim
Landim é uma povoação portuguesa sede da Freguesia de Landim do município de Vila Nova de Famalicão, freguesia com 4,55 km² de área e 2838 habitantes (censo de 2021), tendo, por isso, uma densidade populacional de 623,7 hab./km².
Landim foi vila e sede de concelho até ao início do século XIX. Este era constituído pelas freguesias de Areias, Lama, Palmeira de Landim, Sequeiró, Ávidos, Bente, Landim (Santa Marinha) e São Miguel de Seide. Tinha, em 1801, 2944 habitantes.

## Demografia
A população registada nos censos foi:
| Ano  | 0-14 Anos | 15-24 Anos | 25-64 Anos | > 65 Anos |
| 2001 | 511       | 432        | 1568       | 341       |
| 2011 | 392       | 339        | 1661       | 442       |
| 2021 | 367       | 281        | 1600       | 590       |

## História
A história da freguesia de Santa Maria de Landim confunde-se com a do seu mosteiro, visto que ela nasce para a história graças à fundação do mosteiro, em 1096, por D. Rodrigo de Forjaz Trastamara, filho do Conde de Trastamara, nobre francês que atraído para a Península pelas guerras de Afonso VI, rei de Leão, contra os mouros. Fundado em finais do século XI, o convento foi entregue aos Frades Cónegos Regrantes de Santo Agostinho, que viu aumentar o seu património, quando D. Gonçalo Gonçalves e D. Rodrigo Gonçalves Pereira (filhos do Conde D. Gonçalo Rodrigues) lhe doaram o rico e extenso Couto de Palmeira, com sede no lugar de Santa Eulália. É certo que, existe uma confusão histórica na atribuição primaz quanto à fundação Couto, direitos e privilégios entre o de Landim e Palmeira. No entanto, a maioria dos estudiosos defende a integração deste naquele, porque o de Landim se firmou, prevalecendo e dominando o de Palmeira. Ao longo dos séculos o mosteiro recebeu grandes privilégios por parte dos poderes religiosos e da própria monarquia, que o isentou de submissão e lhe garantiu grandes rendimentos pelo contributo de numerosos casais existentes no perímetro do Couto que chegava à jurisdição de Barcelos. O Couto teve igualmente o título de Condado, desde o reinado de D. Afonso IV, privilégio que D. João I conservou, atribuindo-lhe ainda jurisdição civil, por carta de doação feita em Lisboa, a 19 de setembro de 1410. 
Aquando da morte do último prior do mosteiro, D. Frei António da Silva, em 1560, o convento passou para a Comenda do Cardeal Alexandre Farnegia, por concessão do Papa Pio IV. D. Frei Filipe, procurador-geral dos Cónegos Regrantes de Santo Agostinho, no entanto, encontrando-se nessa altura em Roma, conseguiu que o referido Cardeal desistisse da posse da Comenda. Em 1562, o Mosteiro foi unido ao de Santa Cruz de Coimbra, da mesma ordem. Em 1770, porém, o Convento foi extinto e vendido a particulares, com autorização do Papa Clemente XIV. 
Em 1790, o Couto (então, instituição em decadência) foi transformado em concelho, que se manteve até 1836, ano da grande reorganização administrativa encetada por D. Maria II. 

## Património
- Igreja de Landim
- Quinta do mosteiro de Landim
- Mosteiro de Landim (Site do Mosteiro)

Apesar de a fundação do mosteiro ter ocorrido no século XI, a sua igreja é da segunda metade do século XII. Em março de 1996 a Igreja e a Casa do Mosteiro foram considerados por decreto Imóvel de Interesse Público. O conjunto de três capelas de São Brás - Senhor das Santas Chagas e Senhor dos Paços, em pedra; da Senhora do Carmo, com fachada Barroca; e a de Santa Marinha, construída há mais de quatrocentos anos, completam o rico património religioso da freguesia. 
Em termos arquitectónicos, Landim possui algumas belas casas senhoriais. O Solar do Souto, com um espigueiro datado do início do século, em madeira de castanho, tem o seu teto revestido a telha francesa. Na casa agrícola deste solar, pode-se ainda encontrar uma pia do século XVIII. O Solar da Basta é uma casa de pedra muito antiga, com as portas bastante trabalhadas, talvez por entalhadores de Landim.

## Tradições
Na freguesia, a expressividade cultural e religiosa da população manifesta-se através da solenização das festa em honra de:
- Nossa Senhora da Assunção: festa em honra da padroeira de Landim, comemora-se anualmente e tradicionalmente a 15 de agosto;
- Senhora das Candeias - esta festa tem lugar a 2 de fevereiro;
- São Brás - realiza-se a romaria em louvor a este santo em 3 de fevereiro; São João - realiza-se de 20 a 24 de junho;
- Santa Marinha - realiza-se a 18 de julho;
- Procissão dos Passos - a lendária festa que se realiza no quarto domingo da Quaresma, de dois em dois anos;
- Carnaval (cortejo carnavalesco).